# محمدآباد (زبرخان)
محمدآباد (نیشابور)، روستایی از توابع بخش مرکزی شهرستان زبرخان در استان خراسان رضوی ایران است.

## جمعیت
این روستا در دهستان زبرخان قرار دارد و براساس سرشماری مرکز آمار ایران در سال ۱۳۸۵، جمعیت آن ۱۶۸ نفر (۴۹خانوار) بوده‌است.